# Armentières (Noorderdepartement)
Armentières (Nederlands, historisch: Armentiers, vooral gebruikelijk in Vlaanderen) is een Franse gemeente en stad in het Noorderdepartement (Frans: département du Nord) in de regio Hauts-de-France. Het is een kleine industriestad met op 1 januari 2022 26.107 inwoners, die Armentiérois worden genoemd. De stad ligt aan de Leie tegen de Belgische grens.

## Geografie
De oppervlakte van Armentières bedroeg op 1 januari 2022 6,28 vierkante kilometer; de bevolkingsdichtheid was toen 4.157,2 inwoners per km².
Armentières werd aangelegd op een moerassig landschap in het dal van de Leie. Van dit moeras is nog het gebied Les Prés du Hem over. Dit is een park aan de rand van de stad, waar zich ook een grote vijver bevindt die einde jaren '70 van de 20e eeuw werd gegraven om in een watervoorraad voor de regio Rijsel te voorzien. De hoogte van Armentières bedraagt ongeveer 19 meter.
Nabijgelegen kernen zijn Houplines, Nieppe, Le Bizet, La Chapelle-d'Armentières en Erquinghem-Lys.

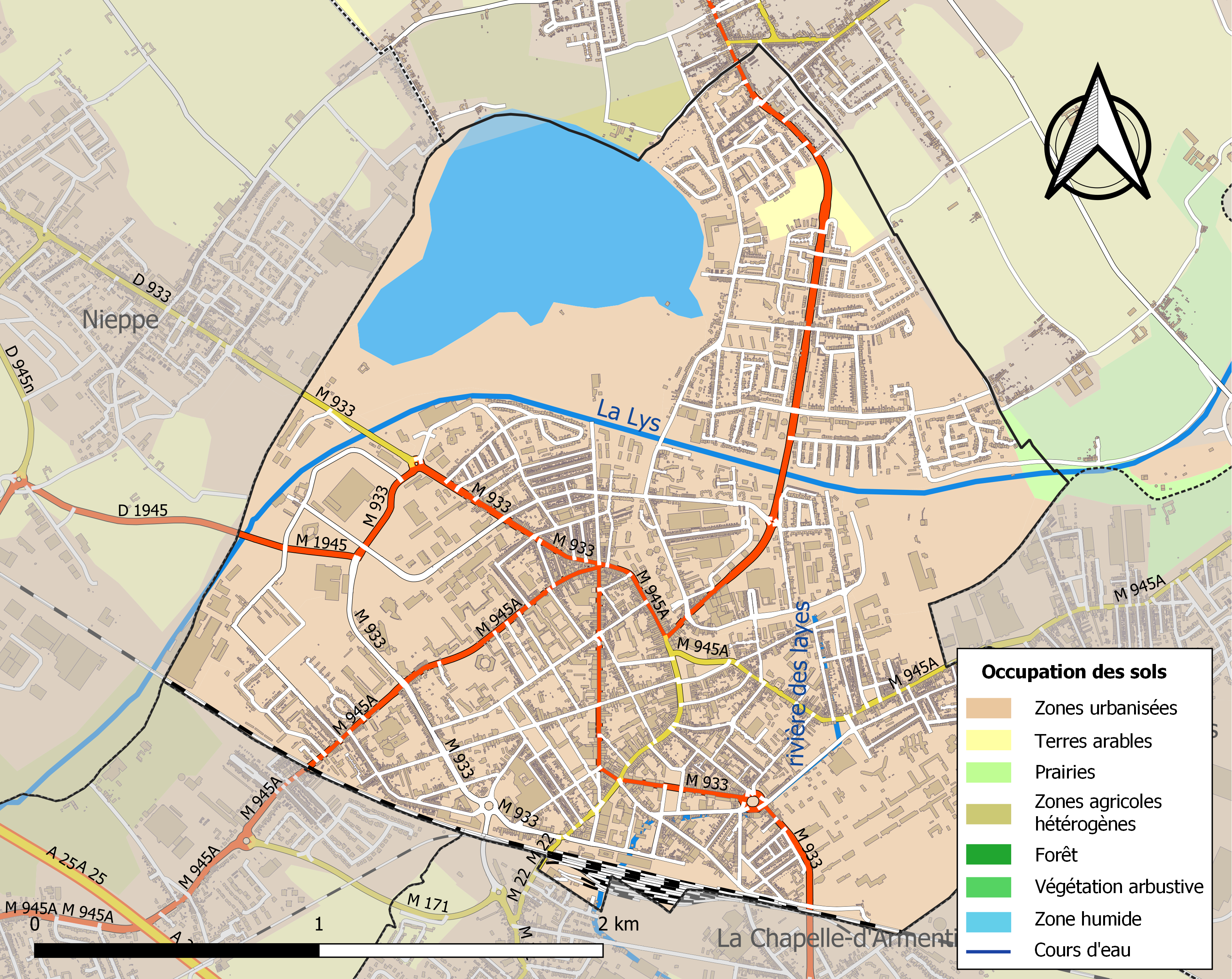
Kaart van de gemeente met belangrijkste infrastructuur, bodemgebruik en omliggende gemeenten

## Geschiedenis

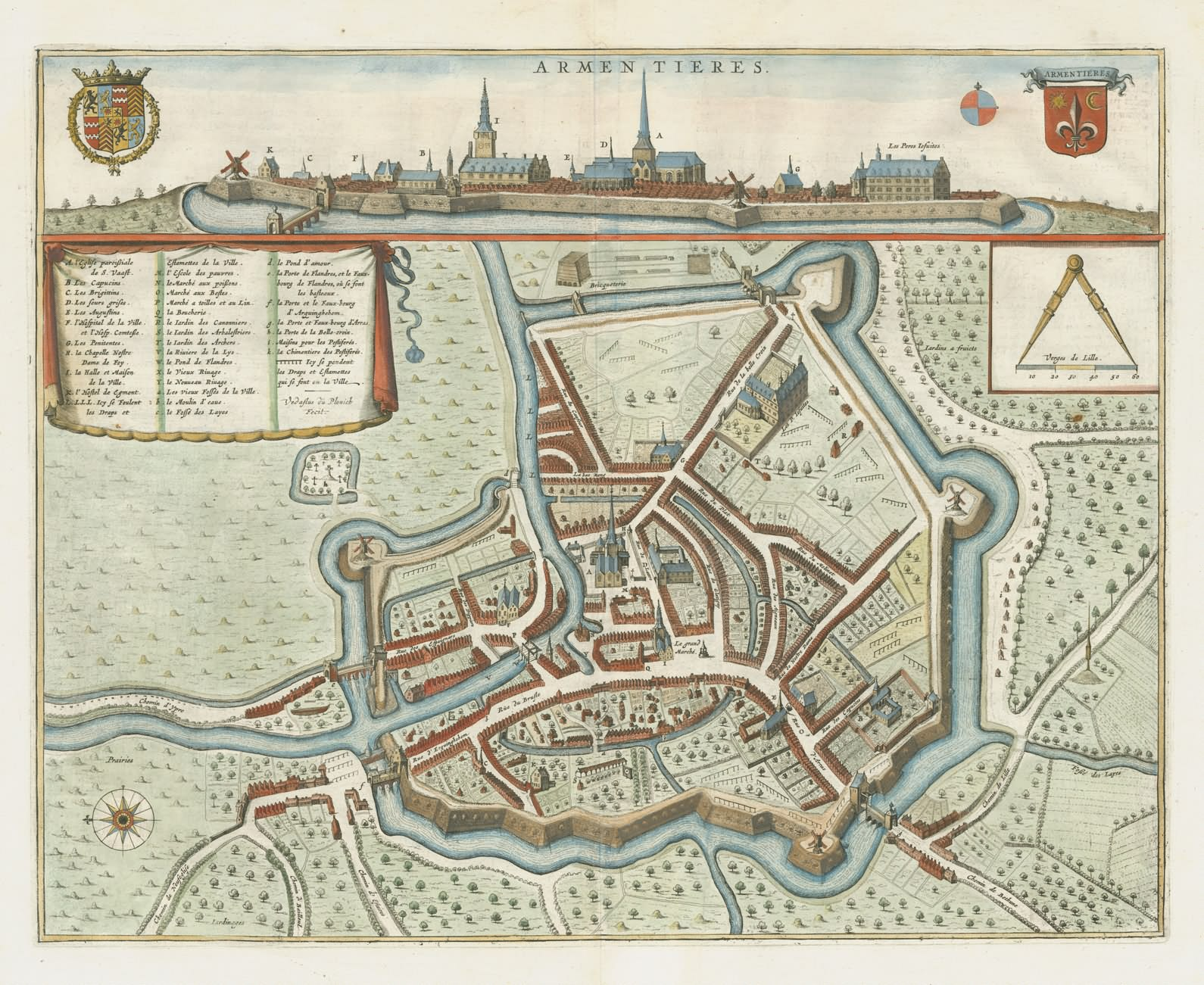
Armentieres in 1649 door J. Blaeu

Het dorp Armentiers (naam op de Mercatorkaart uit 1540) werd in 869 al genoemd als Atramentarias. Het maakte deel uit van het graafschap Vlaanderen en lag eeuwenlang op de grens tussen het Nederlandssprekende en het Franssprekende deel van het graafschap. In juni 1518 brandde het stadje in vier uur geheel af. Van de 1300 huizen bleven er slechts drie gespaard. Het stadje werd in 1668 bij Frankrijk ingelijfd, samen met Rijsels-Vlaanderen. In de 19e eeuw werd het een industriestad met een belangrijke textielnijverheid. De stad heeft erg geleden onder de beide wereldoorlogen. Tijdens de Eerste Wereldoorlog is de stad twee keer door de Duitsers veroverd.

### Industriegeschiedenis
Sedert de middeleeuwen was Armentières een centrum van lakennijverheid. In de 16e eeuw verdrong de linnenindustrie die van wollen stoffen. Vanaf 1788 deed de mechanisatie van de textielindustrie haar intrede. In 1791 waren er een zestal manufacturenfabriekjes en verder fabrieken in bonnetterie, linnen en naaiateliers. In 1848 werd Armentières aangesloten op het spoorwegnet.
In de jaren 1860-1870 ontwikkelden zich tal van spinnerijen en weverijen langs de oevers van de Leie. Armentières stond bekend als de Cité de la toile. In 1883 kende de stad 36 grote mechanische weefgetouwen die vele kilometers doek produceerden. Naast linnen werden ook katoen, hennepvezel en jute verwerkt. Tot de fabrieken behoorden die van Coisne et Lambert, Dufour-Deren, Dufour-Lescornez, Colombier, Mahieu (1884), Salmon (1871), Deweppe, Bouchez, Charvet, Ruyant et Debosque, Jeanson Rogeau et Dansette et le tissage Duhot (later overgenomen door de familie Motte). Naast deze weverijen werden er ook industriële spinnerijen opgericht.
Naast de textielindustrie speelde ook de bierbrouwerij een grote rol. De grote gebouwen van de Brasserie Motte-Cordonnier langs de Leie zijn geklasseerd als monument historique.
Omstreeks 1960 werkte nog 47,2% van de beroepsbevolking in de textiel. Niet lang daarna stortte de textielindustrie, zoals overal in West-Europa, in. De behoefte aan diversificatie van de economie nam toe, en zo kwam onder meer het bedrijventerrein Eurolys tot stand.

## Bezienswaardigheden
- Het Belfort van Armentières

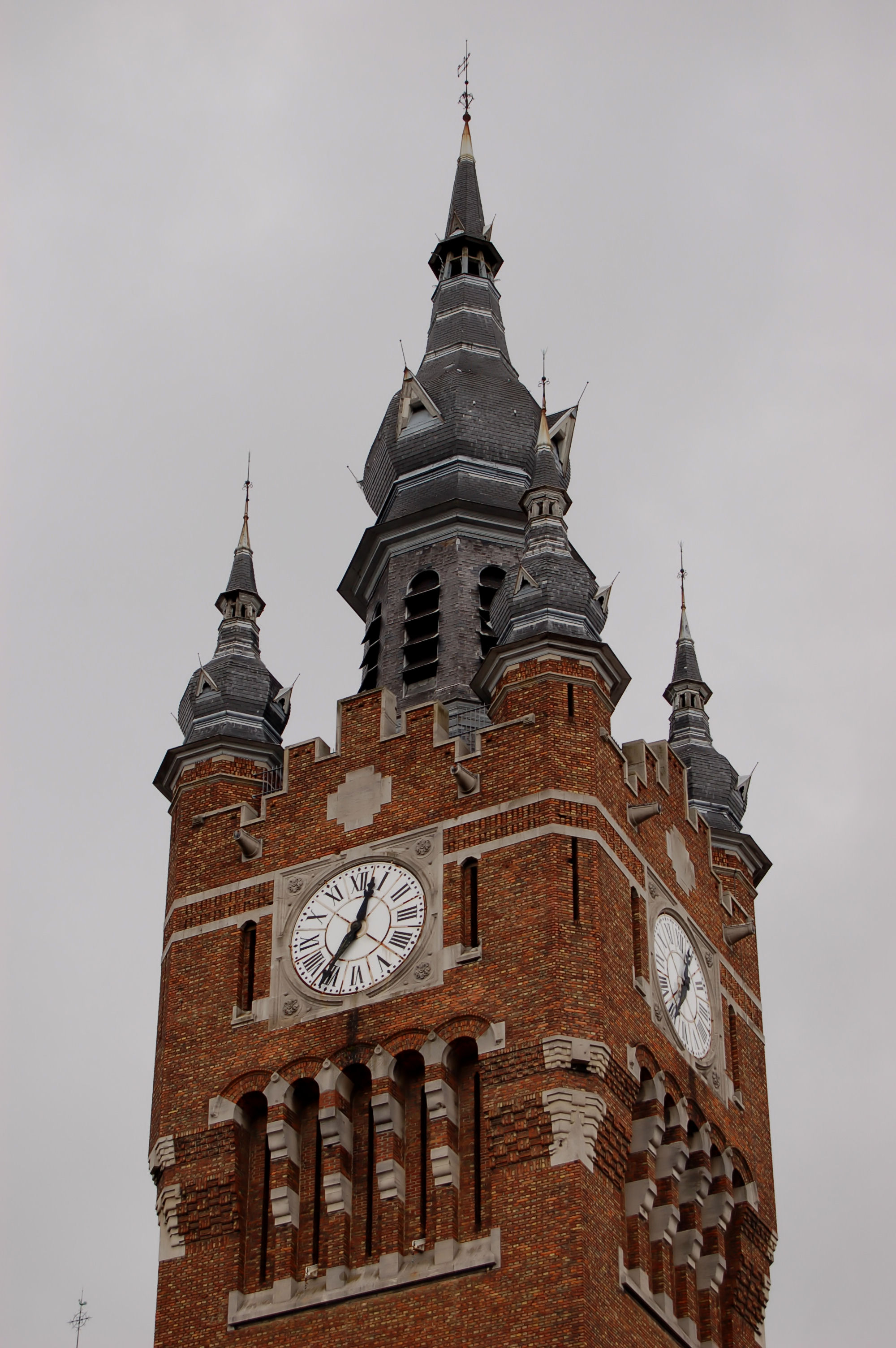
Het Belfort van Armentières

- De Sint-Vaastkerk (Église Saint-Vaast)
- De Sint-Lodewijkskerk (Église Saint-Louis)
- De Onze-Lieve-Vrouw van het Heilig Hartkerk (Église Notre-Dame du Sacré-Cœur) aan de Rue Jeanne d'Arc, werd onttrokken aan de eredienst.
- De Sint-Theresiakerk (Église Sainte-Thérèse de l'Enfant Jésus), welke in 2007 werd onttrokken aan de eredienst
- De Sint-Jozefskerk (Église Saint-Joseph), aan Avenue Marc Sangier
- In de stad bevinden zich militaire graven, hoofdzakelijk uit de Eerste Wereldoorlog:
  - Cité Bonjean Military Cemetery telt meer dan 2600 oorlogsgraven. Op de begraafplaats bevindt zich het Cité Bonjean (New Zealand) Memorial, een van de oorlogsmonumenten voor Nieuw-Zeelandse gesneuvelden zonder gekend graf.
  - Ook op de gemeentelijke Begraafplaats van Armentières bevinden zich enkele militaire graven

## Demografie
Onderstaande figuur toont het verloop van het inwonertal (bron: INSEE-tellingen).

## Verbindingen

### Spoorweg en tram
Het Station Armentières ligt aan de spoorlijn Rijsel-Calais. Vroeger was er een spoorverbinding naar Menen in België. Vanuit deze stad vertrok vanaf 1896 een metersporige lokaalspoorweg met stoomtractie van de CEN (Chemins de fer économiques du Nord) naar Halluin tot 1930. Van 1901 tot 1914 reden er elektrische trams in deze stad op twee lijnen:
- Van het spoorstation naar Le Bizet aan de Frans-Belgische grens.
- Van de spooroverweg bij La Chapelle-d'Armentières tot Niepkerke.

## Sport
Armentières was één keer etappeplaats in de wielerkoers Ronde van Frankrijk. De etappe in 1994 werd in de massasprint gewonnen door de Oezbeek Djamolidin Abdoezjaparov.

## Geboren in Armentières
- Pieter Daniël Eugenius Macpherson (1792-1846), Nederlands jurist, ambtenaar, politicus en bestuurder
- Jules Vandooren (1908-1985), voetballer en voetbalcoach
- Dany Boon (1966), acteur, komiek en regisseur
- Martin Terrier (1997), voetballer

## Trivia
Armentières en omgeving vormen het decor voor de ontknoping van de roman De drie musketiers van Alexandre Dumas.